# Mistrzostwa Polski w piłce nożnej plażowej mężczyzn 2013
Mistrzostwa Polski w piłce nożnej plażowej 2013 – 2. edycja najwyższych w hierarchii rozgrywek ligowych polskiej klubowej piłki nożnej plażowej. W pierwszych dwóch turniejach Ekstraklasy rozegrano 6 kolejek spotkań, po których przeprowadzano finał Mistrzostw Polski. Tytuł obronił Grembach Łódź.
Pierwszą bramkę rozgrywek zdobył w meczu Grembach Łódź – Vacu Activ Słupsk zawodnik gospodarzy Bartosz Bujalski (mecz zakończył się wynikiem 4:2).

## Format rozgrywek
W 2013 postanowiono kontynuować format rozgrywek z roku poprzedniego. Wyłonienie Mistrza Polski polegało na rozegraniu dwóch turniejów Ekstraklasy. Sześć najlepszych drużyn awansowało do finałowego turnieju rozgrywanego w Ustce, natomiast dwie najgorsze brały udział w turnieju barażowym.
| I turniej | II turniej | Finał Mistrzostw Polski |
| --------- | ---------- | ----------------------- |
| Lublin    | Ustka      | Ustka                   |

## Drużyny
| Uczestnicy Ekstraklasy 2012                                                                                   | Uczestnicy Ekstraklasy 2012   | Uczestnicy Ekstraklasy 2012 | Uczestnicy Ekstraklasy 2012 |
| --- | ----------------------------- | --------------------------- | --------------------------- |
| GRE | Grembach Łódź                 | 1                           |                             |
| HEM | Hemako Sztutowo               | 3                           |                             |
| SŁU | Team Słupsk                   | 5                           |                             |
| FBS | Futsal & Beach Soccer Kolbudy | 6                           |                             |
| RAP | KP Rapid Lublin               | 7                           |                             |
| WOD | Wodomex Bojano                | 8                           |                             |
| Awans z I ligi 2012                                                                                           |                               |                             |                             |
| ZDR | Vita Sport Zdrowie Garwolin   | 2                           |                             |
| BOC | Boca Gdańsk                   | 3                           |                             |
| Oznaczenia: - kolumna pierwsza – skróty nazw drużyn, - kolumna trzecia – miejsce zajęte w poprzednim sezonie. |                               |                             |                             |

Uwagi:
- Wycofaną drużynę Hurtap Mat Łęczyca (2. miejsce w Ekstraklasie 2012) zastąpił Becpak Firtech Zdrowie Garwolin (drużyna z 6. miejsca w rankingu 2012).
- Wycofaną drużynę ETA Zagłębie Dąbrowa Górnicza (4. miejsce w Ekstraklasie 2012) zastąpił Wodomex Gdynia, utrzymując się jednocześnie w lidze.

## Wyniki

### Runda zasadnicza
| Miejsce | Drużyna                         | Mecze | Punkty | Zwyc. | Zw.pd. | Zw.pk. | Por. | Bramki |
| ------- | ------------------------------- | ----- | ------ | ----- | ------ | ------ | ---- | ------ |
| 1.      | Hemako Sztutowo                 | 6     | 17     | 5     | 1      | 0      | 0    | 28-17  |
| 2.      | Grembach Łódź                   | 6     | 16     | 5     | 0      | 1      | 0    | 33-14  |
| 3.      | Becpak Firtech Zdrowie Garwolin | 6     | 9      | 2     | 1      | 1      | 1    | 29-27  |
| 4.      | Drink Team Kolbudy              | 6     | 9      | 3     | 0      | 0      | 3    | 25-25  |
| 5.      | Vacu Activ Słupsk               | 6     | 8      | 2     | 1      | 0      | 2    | 22-25  |
| 6.      | Copacabana Gdańsk               | 6     | 3      | 1     | 0      | 0      | 5    | 28-30  |
| 7.      | Wodomex Gdynia                  | 6     | 3      | 1     | 0      | 0      | 5    | 20-36  |
| 8.      | Sport Pub Rapid Lublin          | 6     | 0      | 0     | 0      | 0      | 6    | 15-26  |

## Finał Mistrzostw Polski 2013

### Drużyny
| Zespół                          | Grupa |
| ------------------------------- | ----- |
| Becpak Firtech Zdrowie Garwolin | B     |
| Copacabana Gdańsk               | A     |
| Drink Team Kolbudy              | A     |
| Grembach Łódź                   | A     |
| Hemako Sztutowo                 | B     |
| Vacu Activ Słupsk               | B     |

### Wyniki

#### Faza grupowa

##### Grupa A
| Miejsce | Drużyna            | Mecze | Punkty | Zwyc. | Zw.pd. | Por. | Bramki |
| ------- | ------------------ | ----- | ------ | ----- | ------ | ---- | ------ |
| 1.      | Grembach Łódź      | 2     | 6      | 2     | 0      | 0    | 11-7   |
| 2.      | Copacabana Gdańsk  | 2     | 3      | 1     | 0      | 1    | 11-11  |
| 3.      | Drink Team Kolbudy | 2     | 0      | 0     | 0      | 2    | 7-11   |

##### Grupa B
| Miejsce | Drużyna                         | Mecze | Punkty | Zwyc. | Zw.pd. | Por. | Bramki |
| ------- | ------------------------------- | ----- | ------ | ----- | ------ | ---- | ------ |
| 1.      | Hemako Sztutowo                 | 2     | 6      | 2     | 0      | 0    | 11-6   |
| 2.      | Becpak Firtech Zdrowie Garwolin | 2     | 3      | 1     | 0      | 1    | 9-9    |
| 3.      | Vacu Activ Słupsk               | 2     | 0      | 0     | 0      | 2    | 6-11   |

#### Faza pucharowa
| Mecz o V miejsce 3 sierpnia 2013 10:00 | Drink Team Kolbudy | 9:12Raport | Vacu Activ Słupsk | Ustka |
|                                        |                    |            |                   |       |

| I półfinał 3 sierpnia 2013 12:00 | Hemako Sztutowo | 7:6Raport | Copacabana Gdańsk | Ustka |
|                                  |                 |           |                   |       |

| II półfinał 3 sierpnia 2013 14:00 | Grembach Łódź | 5:3Raport | Becpak Firtech Zdrowie Garwolin | Ustka |
|                                   |               |           |                                 |       |

| Mecz o III miejsce 4 sierpnia 2013 11:00 | Copacabana Gdańsk | 2:4Raport | Becpak Firtech Zdrowie Garwolin | Ustka |
|                                          |                   |           |                                 |       |

| Finał 4 sierpnia 2013 13:00 | Grembach Łódź | 4:3Raport | Hemako Sztutowo | Ustka |
|                             |               |           |                 |       |

#### Klasyfikacja końcowa
| Lp. | Zespół                          |
| --- | ------------------------------- |
| 1.  | Grembach Łódź                   |
| 2.  | Hemako Sztutowo                 |
| 3.  | Becpak Firtech Zdrowie Garwolin |
| 4.  | Copacabana Gdańsk               |
| 5.  | Vacu Active Słupsk              |
| 6.  | Drink Team Kolbudy              |

#### Nagrody indywidualne
Źródło:
- Najlepszy zawodnik: Tomasz Wydmuszek (Grembach Łódź)
- Najlepszy bramkarz: Maciej Marciniak (Grembach Łódź)
- Najlepszy strzelec: Sebastian Letniowski (Drink Team Kolbudy)

## Awans i spadek
W Ekstraklasie po turnieju barażowym utrzymała się drużyna Sport Pub Rapid Lublin. W miejsce Wodomexu Gdynia awansowało KP Łódź.